# 透過損失
透過損失とは、遮音性能を表すために用いられる数値。

## 概要
媒質1から媒質2へ音が透過するとき、
媒質1の固有音響インピーダンスをZ1、
媒質2の固有音響インピーダンスをZ2、
音のエネルギーの透過率をTIと表すと、
透過損失Tlossは、
{\displaystyle T_{loss}=10\log _{10}{\frac {1}{T_{I}}}=10\log _{10}=|{\frac {2Z_{2}}{(Z_{2}+Z_{1})^{2}}}|}
と表すことができる。
透過損失はしばしば遮音性能を表す数値として用いられ、数値が大きいほど遮音効果が大きい。
入射音に対して透過音が10分の1のときは透過損失は10dB、100分の1のときは20dBとなり、値が大きいほど遮音性能が優れていることになる。
遮音に適した材料は、重くて硬いものである。例えばコンクリートなどは遮音効果が高い材料である。

## 遮音性能
音源からの音を界壁を隔てて聞いたときどのくらい音が小さくなったかを透過損失（TL:単位ｄＢデシベル）で表わされる。